# Tolomeo IX
Tolomeo Sotère detto Làtiro (in greco antico: Πτολεμαῖος Σωτήρ, Λάθυρος?, Ptolemàios Sōtḕr, Làthyros; in egizio: ptwlmys ꜥnḫ ḏt mry ptḥ, ptwlemys, ankh djet, mery ptah; 18 febbraio 142 a.C. – marzo 80 a.C.), chiamato nella storiografia moderna Tolomeo IX o Tolomeo Sotere II (per distinguerlo da Tolomeo I Sotere), è stato un faraone egizio appartenente al periodo tolemaico.
Figlio del re Tolomeo VIII, successe al padre alla sua morte nel 116 a.C., e diventò faraone in co-reggenza con la madre Cleopatra III. Dopo i primi anni di regno, in cui venne più volte sostituito al trono dal fratello minore Tolomeo X per volontà della madre, fu cacciato definitivamente a Cipro nel 106 a.C., dove si proclamò re. Dopo che Tolomeo IX cercò di tornare in Egitto con la forza, nella guerra degli scettri (103-101 a.C.), la madre Cleopatra III fu uccisa da Tolomeo X; anch'egli, però, fu cacciato da Alessandria dal popolo e morì poco dopo, lasciando il regno nuovamente a Tolomeo IX. Questi governò pacificamente dall'88 fino all'80 a.C., iniziando però a trascinare il regno in una crisi economica dovuta alle continue lotte dinastiche.

## Biografia

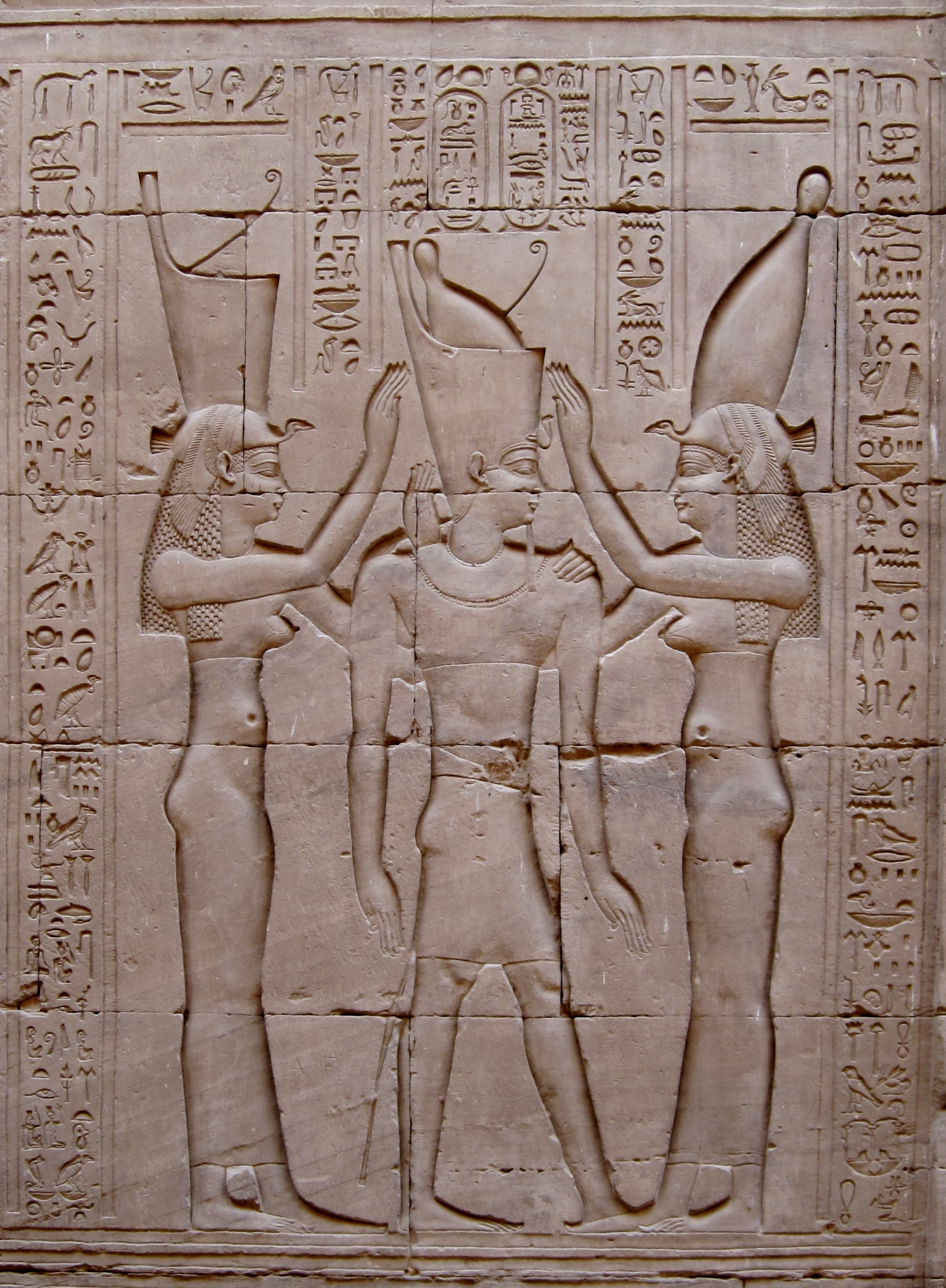
Rilievo raffigurante Tolomeo VIII Evergete, padre di Tolomeo IX, incoronato dalle dee Uadjet (dea dell'Alto Egitto) e Nekhbet (dea del Basso Egitto) (Tempio di Horus, Edfu)

### Origini familiari
Tolomeo era nato all'interno della dinastia tolemaica, che regnava sull'Egitto dal 305 a.C., quando il suo antenato Tolomeo I Sotere si era proclamato faraone. Era figlio di Tolomeo VIII Evergete ed Cleopatra III, uno lo zio dell'altra; i suoi nonni materni erano quindi Tolomeo VI Filometore e Cleopatra II, mentre quelli paterni erano Tolomeo V Epifane e Cleopatra Sira; da quest'ultima era inoltre un lontano discendente dei Seleucidi, sovrani dell'Impero seleucide. Suoi zii materni erano Tolomeo Eupatore, Cleopatra Tea e Tolomeo VII Neo Filopatore; suoi fratellastri, figli dello stesso padre, erano Tolomeo Apione e Tolomeo Menfite, il quale era anche fratellastro, da parte di madre, di Cleopatra III.

### Giovinezza e primi incarichi (142-116 a.C.)
Tolomeo nacque nello stesso giorno in cui nacque un nuovo toro Api (18 febbraio 142 a.C.), cosa che fu riconosciuta come un segno divino dai sacerdoti egizi e grazie alla quale Tolomeo VIII Evergete decise di riconoscere il figlio come suo, dato che non era ancora sposato con Cleopatra III. Il giovane Tolomeo diventò così un rivale del fratellastro Tolomeo Menfite, figlio di Tolomeo VIII e Cleopatra II; dopo la sua nascita Evergete e Cleopatra III ebbero altri quattro figli: Tolomeo Alessandro, Cleopatra Trifena, Cleopatra IV e Cleopatra Selene. Tra il 132 e il 131 a.C. Cleopatra II riuscì a prendere il potere ad Alessandria e Tolomeo VIII dovette scappare sull'isola di Cipro con la moglie Cleopatra III, che intanto aveva sposato nel 140 a.C., e i cinque figli avuti da lei, compreso Tolomeo Sotere. Nel 127 a.C., tuttavia, dopo la morte di Tolomeo Menfite e a seguito della cacciata di Cleopatra II, Tolomeo VIII tornò in Egitto con la sua famiglia e nel 124 a.C. stipulò una tregua con la rivale, condividendo il trono.

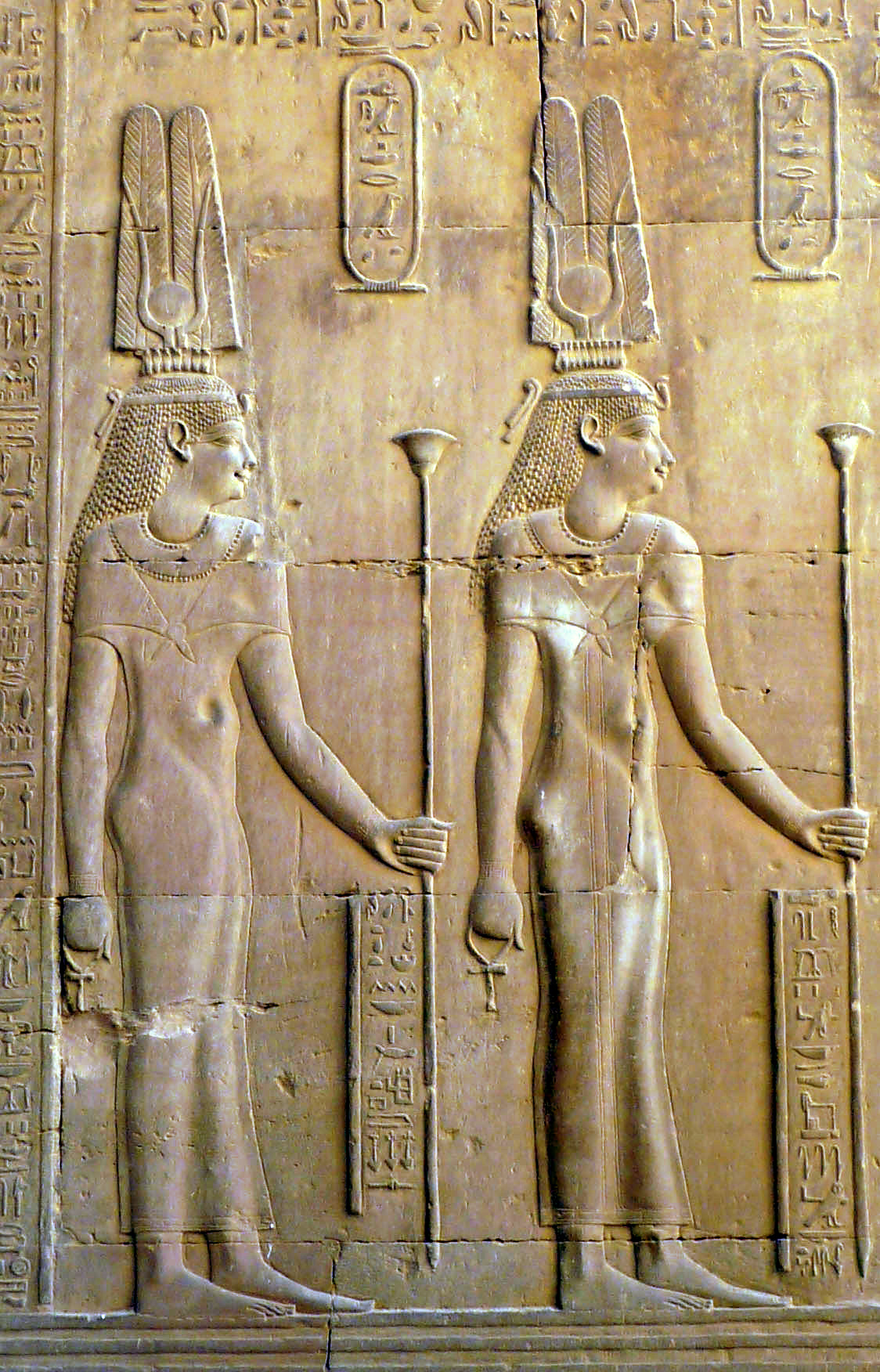
Rilievo raffigurante Cleopatra II (a destra) e Cleopatra III (a sinistra), rispettivamente nonna e madre di Tolomeo IX (Tempio di Sobek, Kôm Ombo)

Tolomeo Sotere sposò molto giovane la sorella Cleopatra IV, e in seguito Cleopatra Selene, dalla quale ebbe Tolomeo XII e Cleopatra Berenice, e nel 117 a.C. fu nominato governatore militare (στρατηγός, strategós) di Cipro, sostituendo Eleno, che rimase sull'isola come suo consigliere.

### Regno e lotte dinastiche (116-80 a.C.)

#### Primo periodo e ascesa di Tolomeo X Alessandro (116-107 a.C.)
Il 28 giugno del 116 a.C. Tolomeo VIII morì, lasciando come ultime volontà testamentarie di lasciare il regno di Cirene al figlio illegittimo Tolomeo Apione e il regno d'Egitto al figlio che avrebbe scelto la moglie Cleopatra III; questa avrebbe preferito mettere sul trono il figlio minore, il suo favorito Tolomeo Alessandro, ma il popolo di Alessandria e l'esercito si ribellarono, proclamando re Tolomeo IX Sotere. Cleopatra III lo dovette quindi accettare come co-faraone, mentre anche Cleopatra II, prima moglie del defunto re Tolomeo VIII e madre di Cleopatra III, volle essere associata anche lei al trono; alla fine dell'anno, tuttavia, morì anche Cleopatra II, lasciando il regno ai soli Tolomeo IX e Cleopatra III. Tolomeo, inoltre, voleva accentrare in sé anche il potere religioso: a questo fine, durante tutti gli anni del suo regno, fu nominato anche sacerdote eponimo di Alessandro, diventando così il principale sacerdote del culto di stato dei Tolomei. Al fratello Tolomeo Alessandro venne affidato l'incarico di strategos di Cipro; inoltre Tolomeo IX venne costretto dalla madre a divorziare dalla sorella maggiore Cleopatra IV per sposare la minore, Cleopatra Selene.

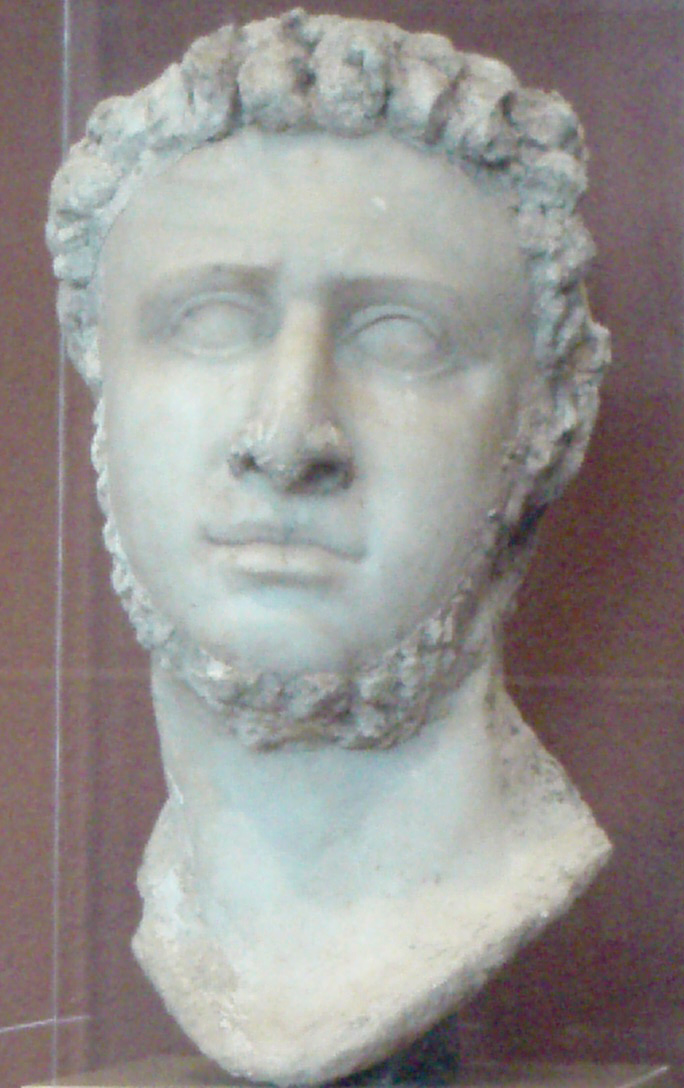
Busto originariamente di Tolomeo IX, poi trasformato in Tolomeo X Alessandro (Museum of Fine Arts, Boston)

Dal 113 a.C., nel vicino impero seleucide, si combatteva una guerra civile tra il fratellastri Antioco VIII Gripo e Antioco IX Ciziceno; il primo era sposato con Trifena, la sorella di Tolomeo IX, mentre il secondo si sposò con Cleopatra IV, che, dopo il divorzio da Tolomeo Sotere, andò in Siria con un esercito per aiutare il nuovo marito; Cleopatra IV fu uccisa nel 112 a.C. ad Antiochia, mentre Trifena l'anno successivo. I due fratellastri si divisero quindi il regno e, intorno al 109-108 a.C. Tolomeo IX inviò a Ciziceno 6000 soldati per combattere il re ebreo Ircano I.
Intanto, nel 110 a.C., Cleopatra III riuscì a far richiamare ad Alessandria il figlio minore, Tolomeo Alessandro, e lo mise sul trono al posto di Tolomeo IX; dopo solamente un anno di co-reggenza, però, il re spodestato tornò in Egitto, cacciando il fratello e proclamandosi nuovamente re. Nel mese di marzo del 108 a.C. Cleopatra fece girare la voce che Tolomeo IX volesse avvelenarla e il re fu nuovamente sostituito dal fratello minore per pochi mesi, tornando sul trono nel mese di maggio. Già nel 107 a.C., però, Cleopatra III iniziò a diffondere nuove voci secondo le quali Tolomeo IX avrebbe voluto attentare alla sua vita e mise gli abitanti della capitale contro il re; Tolomeo IX fu quindi nuovamente costretto a fuggire nell'autunno dello stesso anno, lasciando ad Alessandria la moglie, e il fratello Tolomeo X Alessandro tornò in Egitto. Cleopatra III condusse quindi il figlio minore da Pelusio fino alla capitale, iniziando nel mese di novembre un periodo di co-reggenza del trono.

#### Re di Cipro e guerra in Giudea (107-101 a.C.)

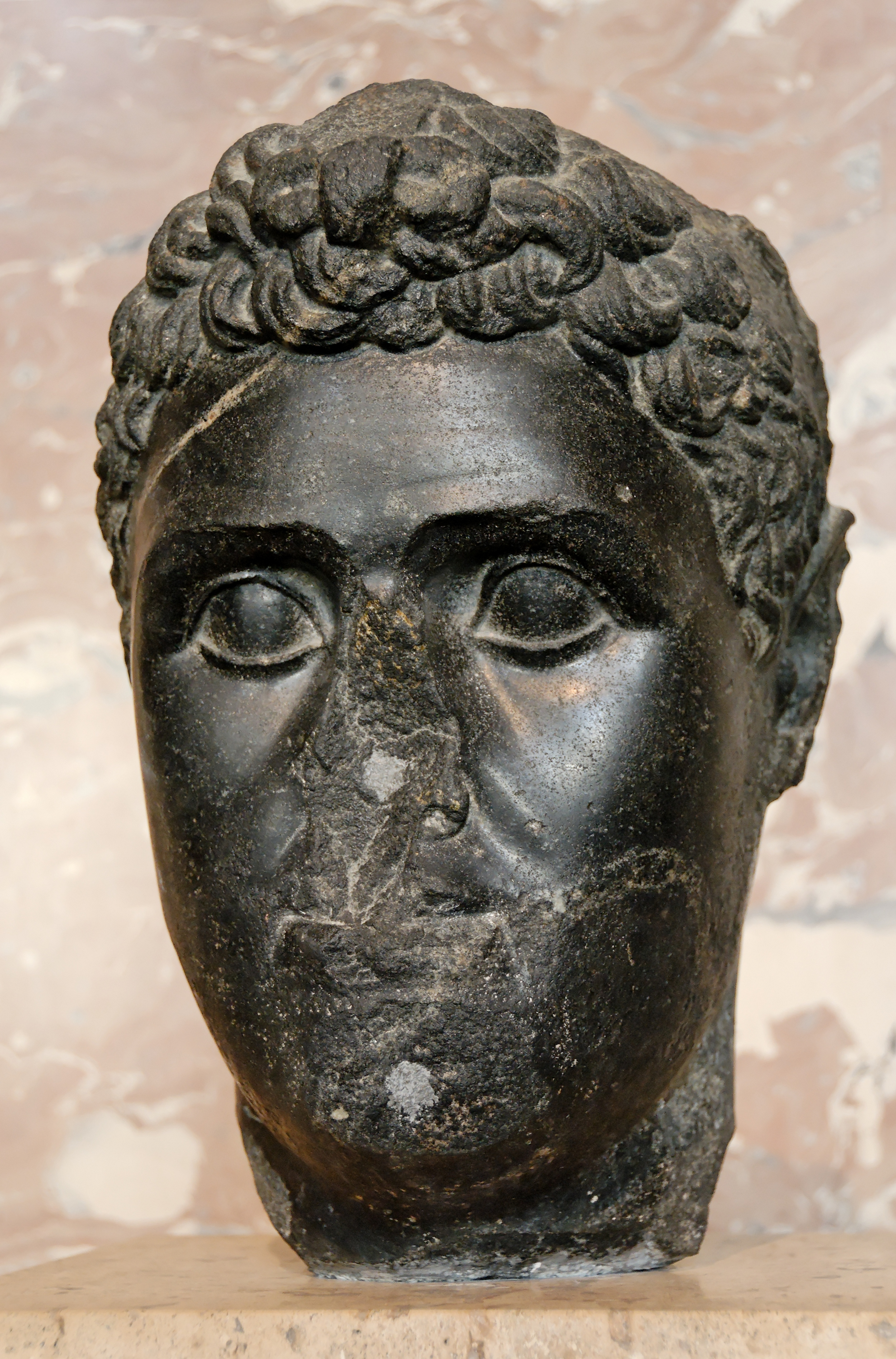
Busto in diorite di Tolomeo X Alessandro (Museo del Louvre, Parigi)

Dopo la sua cacciata da Alessandria nel 107 a.C., Tolomeo IX cercò rifugio sull'isola di Cipro, ma le truppe della madre lo inseguirono, forzandolo a rifugiarsi a Seleucia di Pieria; lì fu nuovamente attaccato, ma riuscì a vincere e tornò a Cipro, dove dal 106 a.C. governò come sovrano indipendente fondando il regno tolemaico di Cipro e riuscendo a guadagnare anche il controllo della Cirenaica.
Tra i mesi di gennaio e febbraio del 103 a.C., Tolomeo Sotere fu chiamato dalla città di Tolemaide di Fenicia (attuale Acri), che era stata attaccata dal nuovo re di Giudea Alessandro Ianneo; Sotere preparò subito una flotta e un esercito, immaginando che dalla Celesiria avrebbe poi potuto facilmente riconquistare l'Egitto. Quando arrivò sulla terra ferma, però, gli abitanti di Tolemaide avevano cambiato idea a causa di Demeneto, che li convinse che un intervento di Tolomeo avrebbe scatenato l'ira della sua avversaria Cleopatra III, e quindi non ricevettero gli emissari di Sotere, che decise di accamparsi con il suo esercito di circa tremila uomini tra fanteria e cavalleria proprio alle porte della città.
Quindi anche i cittadini di Gaza, comandati da Zoilo, chiesero aiuto a Tolomeo e Alessandro Ianneo, che stava in quel momento assediando la città, si ritirò; Ianneo offrì seimila talenti d'argento a Tolomeo, che accettò la proposta. Ianneo, però, aveva intanto richiamato di nascosto l'attenzione di Cleopatra III sul conflitto e quando Tolomeo lo scoprì ruppe il giuramento e assediò Tolemaide, perché ancora si rifiutava di accoglierlo, iniziando la cosiddetta guerra degli scettri. Lasciando i suoi generali a comandare l'assedio, Tolomeo si diresse quindi verso il resto della Giudea e conquistò Asochis mentre Ianneo preparava un esercito di cinquantamila uomini per contrastare l'avanzata nemica. I due eserciti si incontrarono lungo il fiume Giordano e i tolemaici, sebbene inferiori di numero, riuscirono, grazie anche al comandante Filostefano, a sconfiggere i giudei e a sbaragliare l'esercito nemico. Tolomeo conquistò quindi altri villaggi in Giudea e infine entrò a Tolemaide.

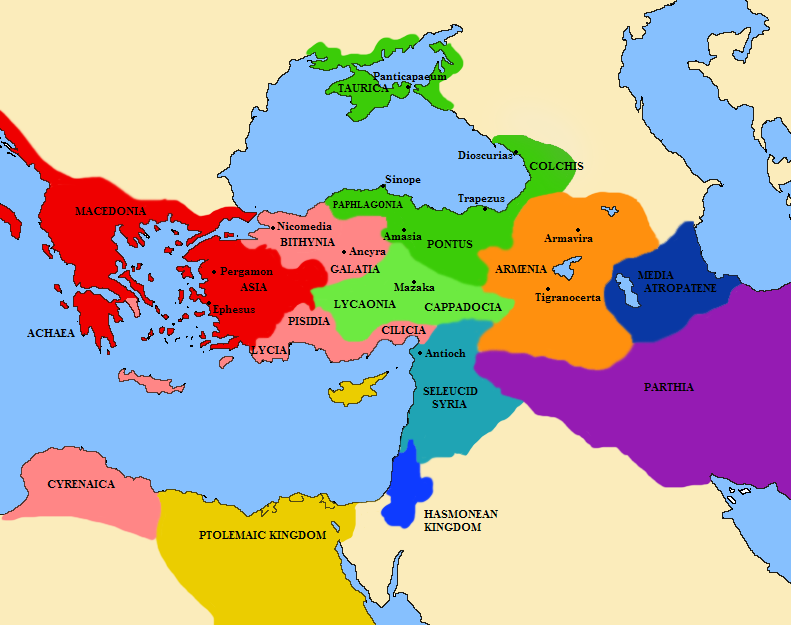
Mappa del Mediterraneo orientale e del Medio Oriente nell'89 a.C., con l'Egitto tolemaico in basso al centro

Nel frattempo Cleopatra III, che aveva sentito del crescente potere del figlio esiliato, decise di intervenire direttamente: mise al comando del suo esercito di terra i generali ebrei Chelchia e Anania e mandò il figlio Tolomeo Alessandro con una flotta in Fenicia, arrivando ad assediare Tolemaide. Tolomeo Sotere, però, era rimasto per l'inverno del 103/102 a.C. a Gaza e da lì decise di attaccare direttamente l'Egitto per cercare di riconquistare il regno, senza però riuscirci e venendo inseguito da Chelchia, il quale però morì prima di raggiungerlo. Cleopatra mandò quindi verso l'Egitto Tolomeo Alessandro, che ricacciò indietro il fratello e andò infine a Gaza. Tolomeo Sotere tornò quindi a Cipro nel 102 a.C., dopo aver visto le sue speranza di conquistare militarmente l'Egitto andare in fumo. Cleopatra decise infine di lasciare anche lei la Celesiria e, dopo aver concluso un trattato di pace con Ianneo a Scitopoli, tornò in Egitto.
Sempre tra il 103 e il 102 a.C., Cleopatra III fece risposare Cleopatra Selene, moglie di Tolomeo IX che era stata costretta a rimanere in Egitto, con Antioco Gripo, al quale inviò anche dei supporti militari contro il fratellastro di lui Antioco Ciziceno, che avrebbe potuto aiutare Tolomeo a tornare sul trono d'Egitto. Intorno al 102 a.C., inoltre, Cleopatra III aveva mandato in Cirenaica, allora controllata da Tolomeo IX come un suo possedimento secondario, il figlio naturale del marito, Tolomeo Apione, che per diritto testamentario avrebbe dovuto avere il regno di Cirene; in questo modo riuscì a diminuire la sfera di influenza di Sotere.

#### Ultimi anni a Cipro, ritorno in Egitto e morte (101-80 a.C.)

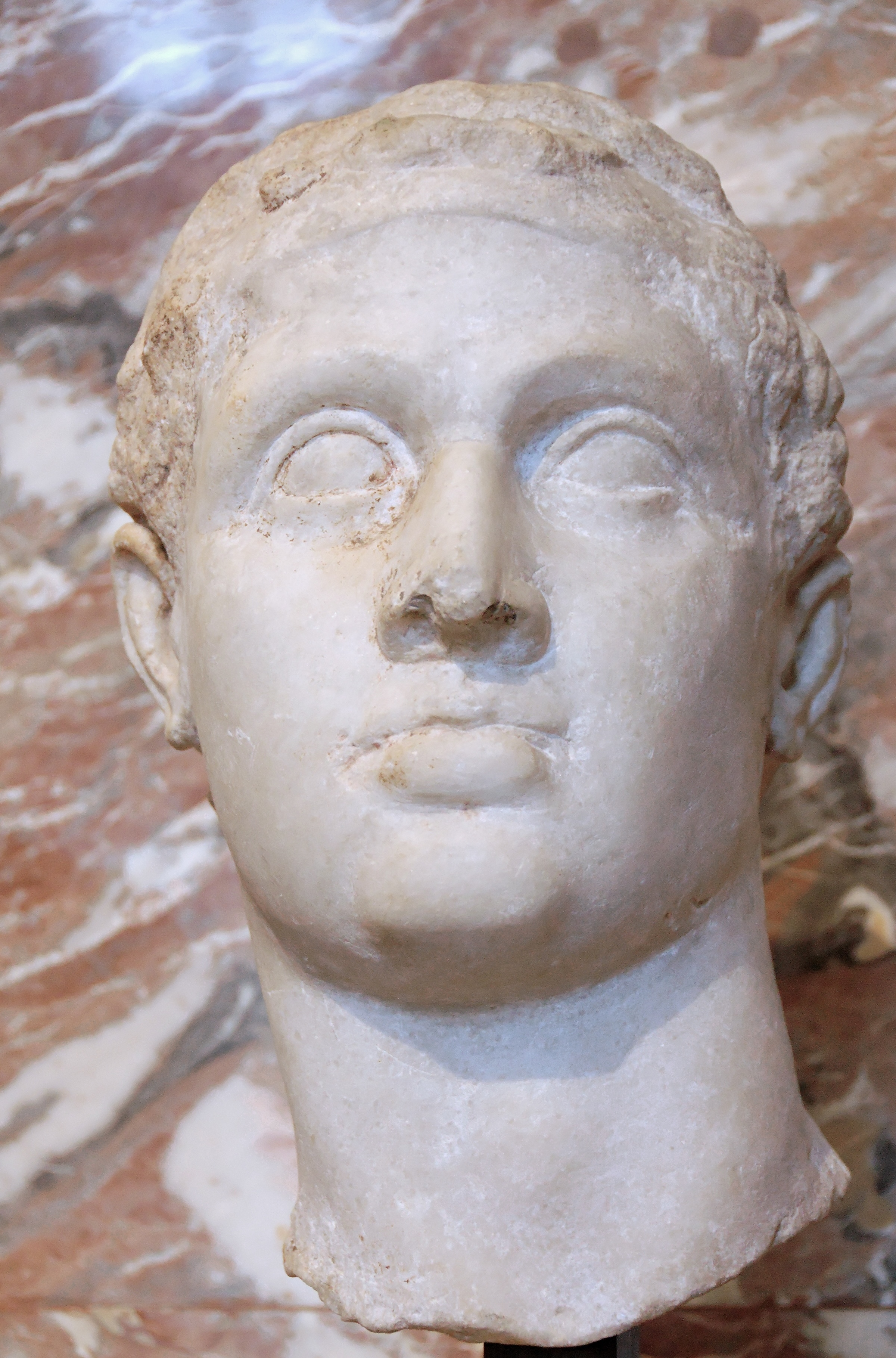
Busto di Tolomeo XII Aulete, figlio naturale di Tolomeo IX e faraone poco dopo di lui (Museo del Louvre, Parigi)

Nel 101 a.C. iniziò a esserci un conflitto tra Cleopatra III e Tolomeo X Alessandro; lui avrebbe voluto lasciare l'Egitto ma, persuaso a rimanere, fece uccidere la madre nel mese di settembre. Iniziò così a regnare come unico sovrano e poco dopo sposò Cleopatra Berenice, figlia di Tolomeo IX e Cleopatra IV, dalla quale ebbe una figlia dal nome e destino sconosciuti. All'inizio dell'88 a.C. Tolomeo Alessandro fu cacciato dagli alessandrini, che non vedevano di buon occhio le aperture del re nei confronti degli ebrei presenti in città; Tolomeo Sotere fu quindi richiamato in Egitto per governare come unico sovrano di tutti i possedimenti tolemaici. Alessandro iniziò allora a radunare un esercito ma fu sconfitto in una battaglia navale e scappò con la moglie e la figlia a Myra, in Asia minore, mentre il figlio omonimo era a Coo; cercando di attaccare Cipro, però, Alessandro morì in battaglia.
Tolomeo regnò dal quel momento da solo, non si risposò e condannò la madre e il fratello alla damnatio memoriae, cancellando i loro nomi dai documenti ufficiali del regno; cambiò inoltre il suo nome di culto da Filometore Sotere semplicemente in Sotere. Uno dei primi problemi che dovette affrontare fu una rivolta nella Tebaide che era già iniziata nel 90 a.C.: Tolomeo si diresse con i suoi eserciti a sud e, posto il suo accampamento principale a Menfi, attaccò duramente Tebe; durante la ribellione, però, i Tolomei persero la Nubia inferiore, che entrò a far parte dei possedimenti del regno di Meroe.
Nell'87 a.C., allo scoppio della prima guerra mitridatica tra la repubblica romana e il regno del Ponto, il generale romano Lucio Cornelio Silla inviò come proquestore Lucio Licinio Lucullo a Creta, Cirene e Alessandria, per reclutare una flotta; Lucullo arrivò ad Alessandria nella primavera dell'86 a.C. e fu accolto magnificamente da Tolomeo, che però non gli diede alcun supporto militare a causa della complicata situazione interna a Roma, dove si combatteva tra Silla e Mario. Durante i negoziati per la fine della guerra nell'84 a.C., Silla riuscì a portare con sé a Roma il figlio di Tolomeo Alessandro, omonimo del padre, sperando così di poter avere delle pretese sul trono egizio al prossimo cambio di potere. Il resto del regno di Tolomeo IX si svolse pacificamente; tuttavia, le continue lotte di potere e ribellioni portarono a una profonda crisi economica che fece abbandonare molte città dell'entroterra del regno. Nel marzo dell'80 a.C. Tolomeo morì, lasciando il regno a Cleopatra Berenice, sua unica figlia legittima; il re aveva infatti anche altri figli naturali: Tolomeo Aulete, che diventerà poi re d'Egitto, Tolomeo, che sarà re di Cipro, e Cleopatra Trifena, che sposerà il maggiore dei fratellastri.

## Titolatura
Secondo la titolatura reale egizia, Tolomeo IX ebbe diversi nomi:
- nome Horo: ḏsr-mswt ḥnꜥ ḥpw ꜥnḫ nṯri-ḫprw ḥtr msḫnt nt sꜢ Ꜣst (djeser mesut hena hapu ankh, netjeri kheperu, heter meskhenet net sa aset), "consacrato alla nascita insieme all'Api vivente, divino di manifestazioni, fratello gemello nel luogo di nascita del figlio di Iside";
- nome Nebty (o delle Due Signore): sḫꜥ sw mwt.f ḥr nst it.f iṯ tꜢwy m mꜢꜥ-ḫrw (sekha su mut.ef her neset it.ef, itj tawy em maa-kheru), "colui che è stato posto dalla madre sul trono del padre, che si è impadronito delle due Terre in giustificazione";
- nome Horo d'Oro: nb tꜢ mry ḥḳꜢ.f m ḥꜥꜥw nb ḥbw-sd mi tꜢ-ṯnn it nṯrw nsw ity smn hpw mi ḏḥwty ꜥꜢ ꜥꜢ (neb ta mery, heqa.ef em haau, neb hebu-sed mi ta-tjenen it netjeru, nesu ity semen hepu mi djehuty aa aa), "signore della terra amata, governa nella felicità, possessore di Heb-Sed come Tatenen, padre degli dei, re e sovrano che ha stabilito leggi come il doppiamente grande Thot";
- nome del Trono: iwꜥ n nṯr mnḫ nṯrt mrt mwt.s nḏt stp n ptḥ ir mꜢꜥt rꜥ sḫm ꜥnḫ imn (iwa en netjer menekh netjeret meret mut.es, nedjet, setep en ptah, ir maat ra, sekhem ankh imen), "erede del potente dio e della dea filometore, il salvatore, scelto da Ptah, che ha compiuto il maat di Ra, immagine vivente di Amon";
- nome personale (nomen di nascita): ptwlmys, ꜥnḫ ḏt mry ptḥ (ptwlemys, ankh djet, mery ptah), "Tolomeo, dalla vita eterna, amato da Ptah".[47]

Per quanto riguarda gli epiteti greci, durante il suo primo regno (116-107 a.C.) Tolomeo IX fu conosciuto come "Tolomeo Filometore Sotere" (Πτολεμαῖος Φιλομήτωρ Σωτήρ, Ptolemàios Philomètōr Sōtḕr), mentre nel secondo regno (88-80 a.C.) solamente come Tolomeo Sotere.

## Tolomeo IX nell'eredità storica culturale
Tolomeo IX è il soggetto dell'opera Tolomeo, re d'Egitto composta da Georg Friedrich Händel e su libretto di Nicola Francesco Haym, rappresentata per la prima volta nel 1728 al His Majesty's Theatre, Londra.

## Ascendenza
|               |           |             | Genitori               |  |  | Nonni |  |  | Bisnonni   |  |  | Trisnonni   |  |
|               |           |             |                        |  |  |       |  |  | Tolomeo IV |  |  | Tolomeo III |  |
|               |           |             |                        |  |  |       |  |  | Tolomeo IV |  |  | Tolomeo III |  |
|               |           | Berenice II |                        |  |  |       |  |  | Tolomeo IV |  |  |             |  |
| Tolomeo V     |           |             |                        |  |  |       |  |  | Tolomeo IV |  |  |             |  |
|               |           | Arsinoe III | Tolomeo III            |  |  |       |  |  |            |  |  |             |  |
|               |           | Arsinoe III | Tolomeo III            |  |  |       |  |  |            |  |  |             |  |
|               |           | Arsinoe III | Berenice II            |  |  |       |  |  |            |  |  |             |  |
| Tolomeo VIII  |           | Arsinoe III |                        |  |  |       |  |  |            |  |  |             |  |
|               |           | Antioco III | Seleuco II             |  |  |       |  |  |            |  |  |             |  |
|               |           | Antioco III | Seleuco II             |  |  |       |  |  |            |  |  |             |  |
|               |           | Antioco III | Laodice II             |  |  |       |  |  |            |  |  |             |  |
| Cleopatra I   |           | Antioco III |                        |  |  |       |  |  |            |  |  |             |  |
|               |           | Laodice III | Mitridate II del Ponto |  |  |       |  |  |            |  |  |             |  |
|               |           | Laodice III | Mitridate II del Ponto |  |  |       |  |  |            |  |  |             |  |
|               |           | Laodice III | Laodice                |  |  |       |  |  |            |  |  |             |  |
| Tolomeo IX    |           | Laodice III |                        |  |  |       |  |  |            |  |  |             |  |
|               | Tolomeo V | Tolomeo IV  |                        |  |  |       |  |  |            |  |  |             |  |
|               | Tolomeo V | Tolomeo IV  |                        |  |  |       |  |  |            |  |  |             |  |
|               | Tolomeo V | Arsinoe III |                        |  |  |       |  |  |            |  |  |             |  |
| Tolomeo VI    | Tolomeo V |             |                        |  |  |       |  |  |            |  |  |             |  |
|               |           | Arsinoe III | Tolomeo III            |  |  |       |  |  |            |  |  |             |  |
|               |           | Arsinoe III | Tolomeo III            |  |  |       |  |  |            |  |  |             |  |
|               |           | Arsinoe III | Berenice II            |  |  |       |  |  |            |  |  |             |  |
| Cleopatra III |           | Arsinoe III |                        |  |  |       |  |  |            |  |  |             |  |
|               |           | Tolomeo V   | Tolomeo IV             |  |  |       |  |  |            |  |  |             |  |
|               |           | Tolomeo V   | Tolomeo IV             |  |  |       |  |  |            |  |  |             |  |
|               |           | Tolomeo V   | Cleopatra I            |  |  |       |  |  |            |  |  |             |  |
| Cleopatra II  |           | Tolomeo V   |                        |  |  |       |  |  |            |  |  |             |  |
|               |           | Cleopatra I | Antioco III            |  |  |       |  |  |            |  |  |             |  |
|               |           | Cleopatra I | Antioco III            |  |  |       |  |  |            |  |  |             |  |
|               |           | Cleopatra I | Laodice III            |  |  |       |  |  |            |  |  |             |  |
|               |           | Cleopatra I |                        |  |  |       |  |  |            |  |  |             |  |